# Drepanogynis regularia
Drepanogynis regularia là một loài bướm đêm trong họ Geometridae.